# تيتوس هاتريوس نيبوس
تيتوس هاتيريوس نيبوس هو عضو مجلس شيوخ وقائد عسكري روماني، شغل عدة مناصب خلال فترة حكم هادريان. شغل نيبوس منصب قنصل روما سنة 134م مع زميله تيتوس فيبيوس فاروس. تشير إحدى النقوش أن أصوله ترجع إلى أومبريا. حصل نيبوس على وسام النصر لانتصاراته العسكرية.